# توماس لينكه
توماس لينكه ((بالألمانية: Thomas Linke)؛ مواليد 26 ديسمبر 1969) هو لاعب كرة قدم ألماني معتزل كان يجيد اللعب كقلب دفاع. مثل منتخب بلاده في 43 مباراة دولية سجل خلالها هدف واحد.

## مسيرته الكروية
لعب توماس لينكه خلال مسيرته الاحترافية مع 5 أندية في عشرون موسمًا وسجل خلالها 22 هدفًا ضمن 504 مباراة. حيث فاز في ثلاثة مواسم بالكأس وفي ستة مواسم بالدوري.
خاض توماس لينكه مسيرته مع FC Rot-Weiß Erfurt ‏ في موسم 1988–89 ليلعب معه أربعة مواسم، مشاركًا في 79 مباراة سجل خلالها هدفين. ثم انتقل إلى نادي شالكه 04 في موسم 1992–93 ليلعب معه ستة مواسم، حيث شارك في 175 مباراة سجل خلالها 13 هدفًا. لينتقل بعدها إلى نادي بايرن ميونخ في موسم 1998–99 ليلعب معه سبعة مواسم، مشاركًا في 166 مباراة سجل خلالها 3 أهداف. ثم انتقل إلى نادي ريد بول سالزبورغ في موسم 2005–06 ولمدة موسمين، مشاركًا في 51 مباراة سجل خلالها 3 أهداف أيضًا. هذا وانتقل لاحقًا إلى نادي بايرن ميونخ ب في موسم 2007–08 لمدة موسم واحد، مشاركًا في 33 مباراة سجل خلالها هدفًا واحدًا.

## روابط خارجية
- توماس لينكه على موقع الاتحاد الدولي (مؤرشف)  (الإنجليزية)
- توماس لينكه على موقع الاتحاد الأوربي (الإنجليزية)
- توماس لينكه على موقع قاعدة بيانات كرة القدم.إي يو (الإنجليزية)
- توماس لينكه على موقع بيانات كرة القدم. دي إي (الألمانية)
- توماس لينكه على موقع ناشيونال فوتبول تيمز (الإنجليزية)
- توماس لينكه على موقع عالم كرة القدم.نت (الإنجليزية)
- توماس لينكه على موقع كووورة